# Station Nangis
Station Nangis is een spoorwegstation aan de spoorlijn Paris-Est - Mulhouse. Het ligt in de Franse gemeente Nangis in het departement Seine-et-Marne (Île-de-France).

## Geschiedenis
Het station werd op 9 februari 1857 geopend door de compagnie des chemins de fer de l'Est bij de opening van de sectie Nogent-sur-Marne - Nangis.

## Ligging
Het station ligt op kilometerpunt 69,330 van de spoorlijn Paris-Est - Mulhouse.

## Diensten
Het station wordt aangedaan door treinen treinen van Transilien lijn P tussen Paris-Est en Provins.

## Vorig en volgend station
| Richting  | Vorig station | Lijn    | Volgend station | Richting |
| --------- | ------------- | ------- | --------------- | -------- |
| Paris-Est | Mormant       | Trans P | Longueville     | Provins  |